# 豐桑克特峰

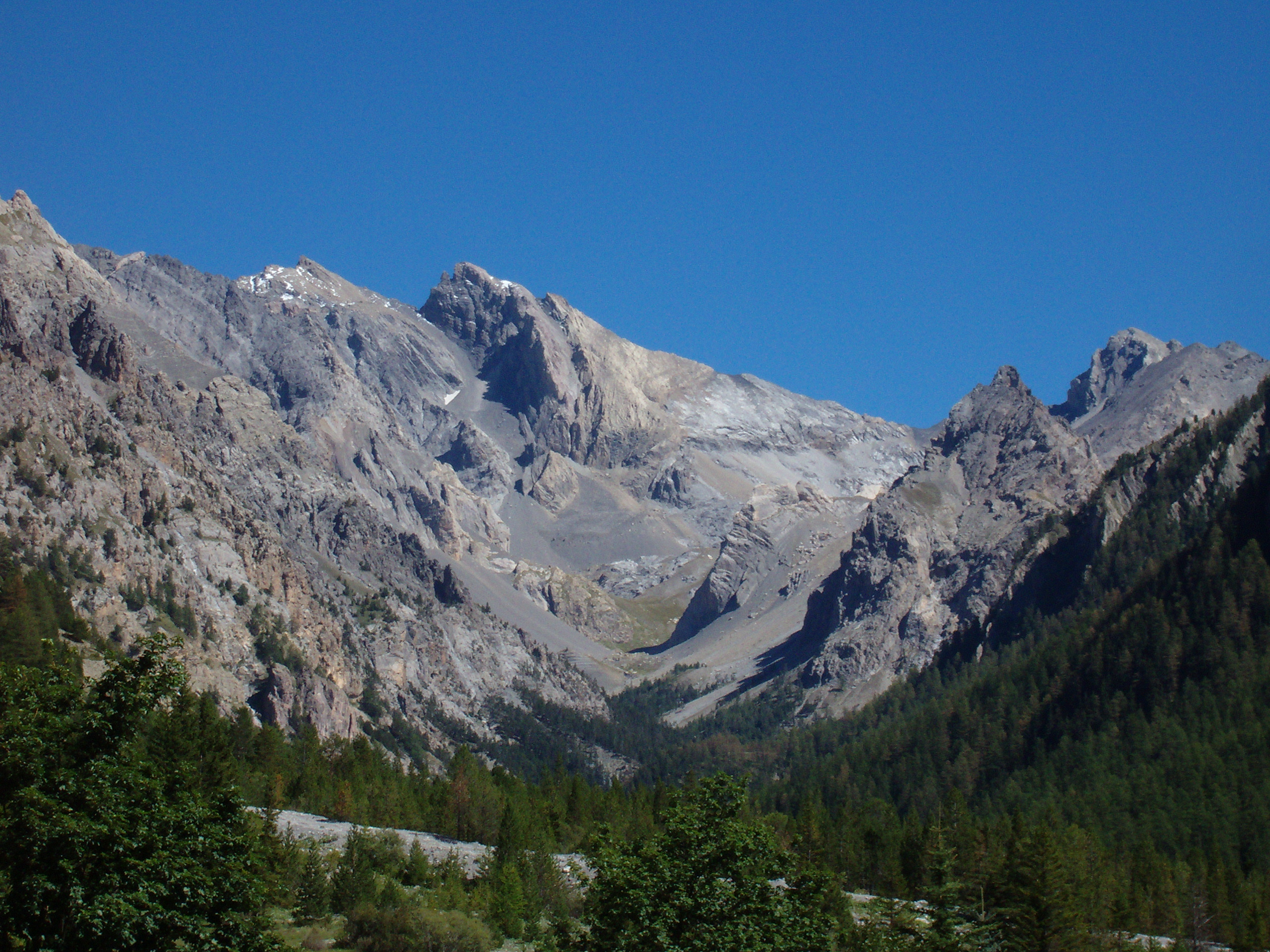

44°36′16″N 6°47′59″E / 44.60444°N 6.79972°E
豐桑克特峰（法語：Pics de la Font Sancte），是法國的山峰，位於該國東南部，由上阿爾卑斯省負責管轄，屬於科蒂安阿爾卑斯山脈的一部分，海拔高度3,358米，人類在1879年首次登頂。